# Diana Villiers
Diana Villiers è uno dei personaggi del Ciclo di romanzi di Aubrey-Maturin, una serie di romanzi storici ambientati sulle navi da guerra nel periodo napoleonico, scritta da Patrick O'Brian.  Diana è descritta come bella, volubile e del tutto inaffidabile, e nei romanzi è il grande amore e il grande dolore della vita del protagonista Stephen Maturin.

## Storia del personaggio
Diana entra nella serie nel secondo romanzo, Costa sottovento, che inizia con il capitano Jack Aubrey e il dottor Stephen Maturin che vivono sulla terraferma durante la Pace di Amiens. I due incontrano Diana per la prima volta durante una battuta di caccia alla volpe vicino alla loro casa di campagna in affitto e rimangono colpiti dalla sua bellezza e dal suo spirito audace.
In Costa sottovento, Diana è presentata come una parente povera della famiglia Williams. Dopo aver passato vari anni come residente in India, dove suo padre era un generale e suo marito un funzionario della Compagnia delle Indie Orientali, Diana ritorna in Inghilterra dopo che entrambi gli uomini sono uccisi in battaglia contro le forze di Tippoo Sahib. Sia Aubrey che Maturin sono affascinati dal carattere focoso di Villiers, sebbene Aubrey sviluppi anche un affetto conflittuale per la più placida cugina di Diana, Sophia Williams. Nonostante gli svantaggi sociali di Maturin, che è poco attraente, illegittimo e cattolico, Villiers apprezza la sua compagnia e lo ammette persino nella sua camera da letto. Tuttavia, lei non sembra ricambiare la sua infatuazione e intrattiene contemporaneamente relazioni con altri uomini, tra cui Aubrey.
In Costa sottovento Maturin incontra Diana in India, dove vive sotto la protezione (cioè come amante) di un ricco civile, un uomo sposato di nome Canning. Diana spiega a Maturin le sue difficoltà, poiché dipende finanziariamente  da Canning, mentre i membri suoi pari della piccola comunità bigotta di Inglesi in India la rifiuta e segretamente la insulta. Maturin le propone di sposarlo e lei chiede tempo per riflettere; quando torna per ripetere la sua offerta, Canning sorprende la coppia e sfida Maturin a duello. Durante il duello, inizialmente Maturin intende solo ferire superficialmente Canning, ma Canning spara per primo con la chiara intenzione di ucciderlo e lo ferisce in modo tale che Maturin non può più sparare con la sua mano normale. Maturin deve quindi usare l'altra mano e questo, unito al fatto che deve mirare  mentre è gravemente ferito, lo porta a ferire mortalmente Canning. Maturin sembra aver solo voluto ferire Canning, ed è dispiaciuto di averlo ucciso. Villiers accetta la compagnia del vincitore Maturin, gli fa spesso visita e gli propone di prendersi cura di lui durante il viaggio di ritorno in Europa come sua infermiera. Tuttavia, quest'ultima offerta non viene accettata da Jack Aubrey e i due intraprendono il viaggio su navi diverse. Prima che la nave su cui viaggia Maturin possa raggiungere la sua e il matrimonio possa aver luogo, lei si reca negli Stati Uniti con Johnson, un americano incontrato a Calcutta. Diana ritorna a Londra solo in un romanzo successivo della serie, L'Isola della Desolazione, dopo aver lasciato Johnson, che si scopre essere stato sposato con un'altra donna. Maturin la vede lì e tutte le sue speranze riaffiorano. Lei e la sua dama di compagnia, la signora Wogan, sono interrogate come spie da un ammiraglio incompetente, che allontana Villiers come innocente, mentre la sua amica negozia una condanna al trasporto a Botany Bay, sulla nave capitanata da Jack Aubrey. Maturin si unisce a lui, per liberarsi dalle pressioni sociali e dalle pressioni del servizio segreto per cui lavora. Villiers torna negli Stati Uniti e si ricongiunge a Johnson.
In Bottino di guerra (sesto del  Ciclo di romanzi di Aubrey-Maturin) Maturin e Aubrey arrivano a Boston come prigionieri di guerra, incontrano di nuovo Villiers mentre Johnson si prepara a rifiutarla per una nuova amante. Maturin ripete la sua offerta di matrimonio e lei accetta. Lasciano gli Stati Uniti con una collana di diamanti che Johnson le aveva regalato: una collana di immenso valore con una pietra centrale chiamata "The Blue Peter". Una volta al sicuro, Diana è riluttante a compiere la cerimonia perché sa di essere incinta di Johnson. Chiede a Maturin di praticarle un aborto, ma lui rifiuta. Lui la porta a Parigi, dove può completare il parto e partorire senza l'ignominia di essere snobbata dalla società britannica. Lì abortisce.
In Missione sul Baltico (settimo libro del  Ciclo di romanzi di Aubrey-Maturin) Maturin è imprigionato a Parigi. Lì, Diana usa il diamante Blue Peter, come riscatto per ottenere la sua liberazione. In realtà, la liberazione di Aubrey e Maturin era già stata ottenuta da gruppi che lavoravano contro Napoleone e che desideravano stabilire comunicazioni con l'intelligence britannica tramite Maturin. Sulla nave di ritorno in Inghilterra, Diana Villiers e Stephen Maturin sono finalmente sposati da Babbington.
Successivamente, Maturin acquista per Diana un'elegante casa a schiera a Londra, ma i due continuano a vivere separati. Maturin alloggia al Grapes,  poiché le sue abitudini personali, tra cui portare in casa cadaveri e animali dissezionati e la scarsa igiene personale, lo rendono sgradevole allo stile di vita alla moda di Diana.
Mentre Diana si gode la vita sociale londinese, Maturin e Aubrey vengono inviati nel Mediterraneo in nel libro n.8 della serie, Duello nel Mar Ionio.  Nel libro n.9, Il porto del Tradimento,  i nemici di Maturin mettono in giro voci su una relazione extraconiugale di Maturin a Malta. Sentendo queste voci, Diana scappa in Svezia sotto la protezione di Jagiello, un conte lituano. In seguito, afferma che la sua relazione con Jagiello non è né romantica né sessuale. Maturin si reca infine in Svezia nel libro n. 12 della serie, La nave corsara dove si riconciliano dopo che Maturin subisce un grave incidente sotto l'effetto del laudano.
Mentre Maturin è impegnato in un altro viaggio in Estremo Oriente Diana dà alla luce una figlia, Brigid, che sembra soffrire di una forma di autismo. Disperata, Diana lascia Brigid con la signora Oakes e scompare. Tuttavia, nel libro 17 della serie, Doppia missione, Maturin la rintraccia di nuovo in Irlanda, mentre la giovane Brigid è al sicuro ad Avila, in Spagna, con Padeen Coleman e la signora Oakes. Brigid ha iniziato a parlare e interagire quando Padeen è entrato nella sua vita. Diana e Stephen si sono riconciliati. Nel libro 18 della serie, Burrasca nella Manica, Maturin viaggia in Spagna con Diana, Brigid, Padeen e la signora Oakes, per condividere i luoghi a lui speciali con sua moglie e sua figlia. Sebbene la guerra sul campo sia ancora in corso in Spagna, viaggiano sani e salvi in carrozza, tornando in Inghilterra da Valencia su una nave da carico. Al ritorno in Inghilterra, Maturin non può accedere alla sua ricchezza a causa di conflitti con il governo spagnolo, quindi vivono in un'ala di Woolcombe, la residenza della famiglia Aubrey che Jack ha ereditato alla morte del padre e dove ora vive la sua famiglia. Diana è una donna intraprendente, che impegna il suo diamante Blue Peter per 50.000 sterline, così da non essere in difficoltà, ed è inoltre molto abile nel cavalcare e allevare cavalli. Paga un affitto al cugino per vivere nell'ala inutilizzata, rendendo la vita della famiglia Aubrey più facile, dato che anche loro sono temporaneamente a corto di denaro, affittando la loro casa coniugale di Ashgrove Cottage. Quando la cugina Sophia gli racconta i suoi problemi coniugali, Diana e la signora Oakes le offrono una nuova prospettiva sul matrimonio, su come trarre più piacere dal sesso, conversazione che lei impara e ripete al marito. Diana è inoltre fondamentale nella storia poiché intercetta gli ordini di Aubrey di tornare alla sua nave durante il blocco di Brest permettendo ad Aubrey di partecipare a una riunione fondamentale del comitato in Parlamento sulla questione della recinzione di alcune delle sue terre ora utilizzate in comune, per la quale Aubrey è molto grato.
Diana e Brigid trascorrono molto tempo con la famiglia di Aubrey. Diana ama guidare una carrozza e un tiro di cavalli, dimostrando grande abilità nel trasportare il marito e Jack Aubrey attraverso uno stretto ponte, per poi riportarli sulla costa e tornare alla loro nave. Diana fa la sua ultima apparizione nel romanzo n 19 del Ciclo di romanzi di Aubrey-Maturin, Blu oltre la prua in cui lei e sua zia, la madre di Sophie, muoiono quando la carrozza precipita da un ponte in una curva pericolosa.

## Critica
In un seminario allo Smithsonian Institution nel 2000, il collaboratore del Washington Post Ken Ringle ha descritto Diana come una "dea stronza" e "uno dei più grandi personaggi femminili di tutta la narrativa". 
In un'intervista retrospettiva in "The Lubber's Hole - A Patrick O'Brian Podcast" , l'autrice Rachel McMillan ha elogiato il personaggio di Diana, in particolare per la forte indipendenza del personaggio  e per le caratteristiche uniche della relazione tra Stephen e Diana. Ha inoltre ipotizzato che il personaggio di Diana possa essere ispirato alla seconda moglie di O'Brian, Mary Tolstoy. 

## Riferimenti
1. ↑   Simmons, Jr., "I have frequently ... regretted the manner of her life": Patrick O'Brian's Diana Villiers and Jane Austen's cousin, Eliza de Feuillide', in Persuasions: The Jane Austen Journal, vol. 28, Jane Austen Society of North America, 2006,  pp. 258ff.
2. ↑   Ringle, The Aubrey-Maturin Books as Literature, su hmssurprise.org, November 2000. URL consultato il October 20, 2024.
3. 1 2  Ian Bradley; Mike Shank (22 November 2020). The Lubber's Hole - A Patrick O'Brian Podcast

"The Lubber's Hole Episode 32 The Surgeon's Mate (final part), Rachel McMillan". Retrieved 17 June 2024.